# ジャンピング・ボム・エンジェルス
ジャンピング・ボム・エンジェルス（Jumping Bomb Angels）は、全日本女子プロレスで活躍した立野記代と山崎五紀によるタッグチームである。

## 概要
共に昭和56年組として入団した立野と山崎のタッグチームとして結成。当初は「フレッシュ・コンビ」というタッグ名であった。だが、両者は同期ではあったが入門直後の遠征班のチーム分けの際に仲違いを起こし、タッグを組んでからも試合以外でコミュニケーションをとることはほとんどなかった。
1986年1月にWWWA世界タッグ王座を獲得。3月には正式チーム名「ジャンピング・ボム・エンジェルス」と命名され、CBSソニーから「JBエンジェルス」名義でレコードデビューも果たす。
チーム名が示す通り空中殺法を武器に、クラッシュギャルズのライバルチームとして1980年代後半の女子プロレスを盛り上げた。またクラッシュギャルズの様に一方がボーイッシュといった編成ではなく、これほどのペアはかつてないといわれた美女同士のペアとして人気を得る。
さらにアメリカのWWFにも参戦。未知の土地で二人だけで仕事をすることになった両者はこの時初めて腹を割って話し、以降良好な関係を築いた。WWFでは、日本マット界と縁が深いブリティッシュ・ブルドッグス（ダイナマイト・キッド&デイビーボーイ・スミス）やハーリー・レイスの手厚いサポートを受け、メインエベンターにも抜擢。1988年1月の第1回ロイヤルランブルではWWF世界女子タッグ王座を奪取。WWFではグラマー・ガールズ（レイラニ・カイ&ジュディ・マーチン）と抗争を展開した。また、聖地マディソン・スクエア・ガーデンのリングも経験している。しかし、アメリカ遠征から帰国後、体重アップによりパワーは増したものの、以前の美女っぷりやシャープさは見られなくなり、人気も下降する。
1989年5月14日、山崎の引退試合として「最後のJB対決」が執り行われ、これを最後に解散。
その後、山崎はフリーのレスラーとしてジャパン女子プロレスで現役復帰するも、2人で交わすことないまま1991年を以って寿引退。この年には立野も一度引退した。
一方、立野は翌年LLPWで現役復帰。
2008年には結婚後渡米していた山崎が帰国してダンプ松本自主興行「極悪血祭り」にて、二度と再結成されないと思われていたJBエンジェルスを4試合限定で復活させる。
2010年10月10日、立野が自主興行で引退。山崎はビデオレターでメッセージを送った。

## ディスコグラフィ

### シングル
- 「CHANCE×3」
- 「青春のエンブレム」
- 「星屑のダンス天国」

### アルバム
- 「ファーストフライト」

## 出演番組
- 「夏・体験物語2」（TBS）